# Three Rivers (serie televisiva)
Three Rivers è una serie televisiva statunitense, creata da Carol Barbee, ambientata in un ospedale immaginario di Pittsburgh, chiamato Three Rivers, nel reparto dedicato ai trapianti di organi. Narra le storie del team di chirurghi e del personale che vi lavora, dei pazienti e delle loro famiglie.
Gli interpreti principali sono Alex O'Loughlin (dott. Andy Yablonski), Katherine Moennig (dott. Miranda Foster), Daniel Henney (dott. David Lee), Alfre Woodard (dott. Sophia Jordan), Christopher J. Hanke (Ryan Abbott), Justina Machado (Pam Acosta).
L'episodio pilota è andato in onda sulla CBS il 4 ottobre 2009.
La serie è stata cancellata dopo la messa in onda dell'ottavo episodio a causa dei bassi ascolti. Tuttavia, i rimanenti cinque episodi sono stati trasmessi dalla stessa emittente tra il giugno e il luglio del 2010.

## Episodi
| Stagione       | Episodi | Prima TV originale | Prima TV Italia |
| -------------- | ------- | ------------------ | --------------- |
| Prima stagione | 13      | 2009-2010          | 2011            |